# دوگانه‌دندانان
دوگانه‌دندانان(نام علمی: Amphidontidae) نام یک تیره از رده پستانداران است.